# 所罗门·琼斯
所罗门·琼斯三世（英語：Solomon Jones III，1984年7月16日—），美国男子篮球运动员。他在2006年NBA选秀第2轮第3顺位被亚特兰大鹰选中。
2013年1月琼斯被中国男子篮球职业联赛辽宁飞豹緊急找來救火，琼斯出賽19場，場均可挹注15.8分、10.4籃板，2014年5月與湖南柏宁簽約。

## 外部連結
- 所罗门·琼斯在fiba.basketball（英语）
- 所罗门·琼斯在NBA官網（英语）
- 所罗门·琼斯在NBA G聯盟官網（英语）
- 所罗门·琼斯在Basketball-Reference.com（NBA）（英语）
- 所罗门·琼斯在Basketball-Reference.com（NBA G聯盟）（英语）
- 所罗门·琼斯在Basketball-Reference.com（國際）（英语）
- 所罗门·琼斯在Sports-Reference.com（NCAA）（英语）
- 所罗门·琼斯在Eurobasket.com（球員）（英语）
- 所罗门·琼斯在Proballers（英语）
- 所罗门·琼斯在RealGM（球員）（英语）